# Vespa xana
|  | No s'ha de confondre amb Vespa carnissera asiàtica. |

La vespa xana (Vespa crabro) és una espècie d'himenòpter apòcrit de la família dels vèspids (Vespidae). És una vespa eusocial indígena de la regió paleàrtica, de la península Ibèrica al Japó. i introduïda a l'est d'Amèrica del Nord.

## Noms comuns
Vespa crabro rep diversos noms comuns en català: vespa terrera (o de baix terra), vespa carnissera, vespa xana a l'Empordà, que és el seu límit meridional d'hàbitat a Europa. Al Rosselló s’anomena fosseró.

## Característiques
És el representant de major mida de tots els vèspids. Construeix els nius en les cavitats dels troncs dels arbres. La reina mesura uns 3,5 cm, les obreres d'1,8 a 2,5 cm i els vagarros de 2,1 a 2,8 cm. Viuen en estats anuals. Les reines comencen a la primavera a construir el seu vesper, fins que les primeres obreres neixen. Els vagarros neixen a la tardor d'ous no fecundats i lluiten entre ells per conquerir les reines joves. Només les reines hibernen i comencen un niu nou l'any següent.
Pot confondre’s amb la Dolichovespula media. A les terres mediterrànies se la confon sovint amb la Vespula orientalis.

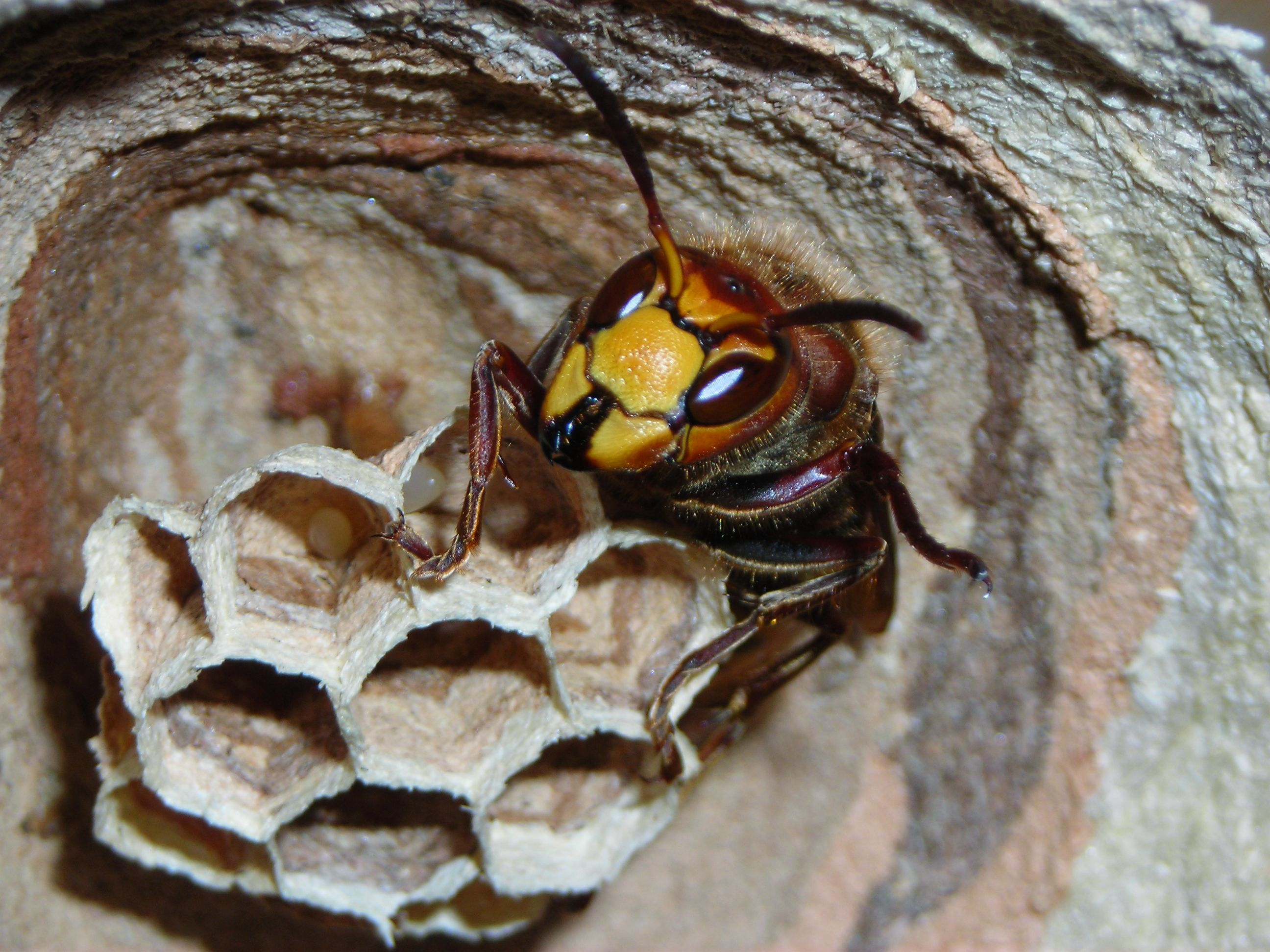
Una reina xana en començar el seu niu a la primavera
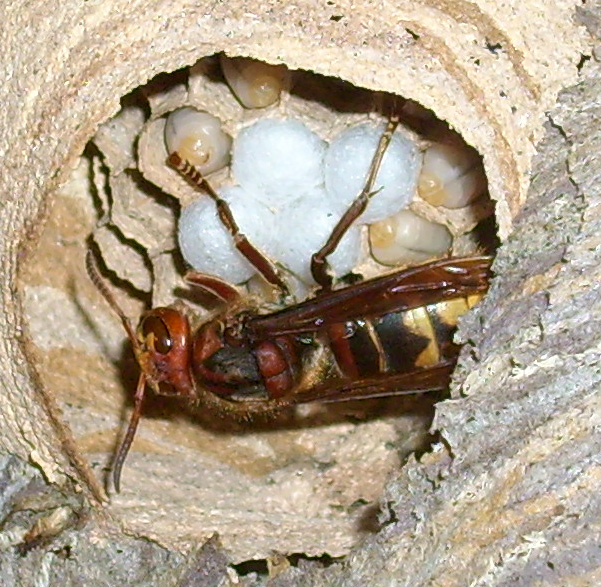
Una obrera xana cura les larves
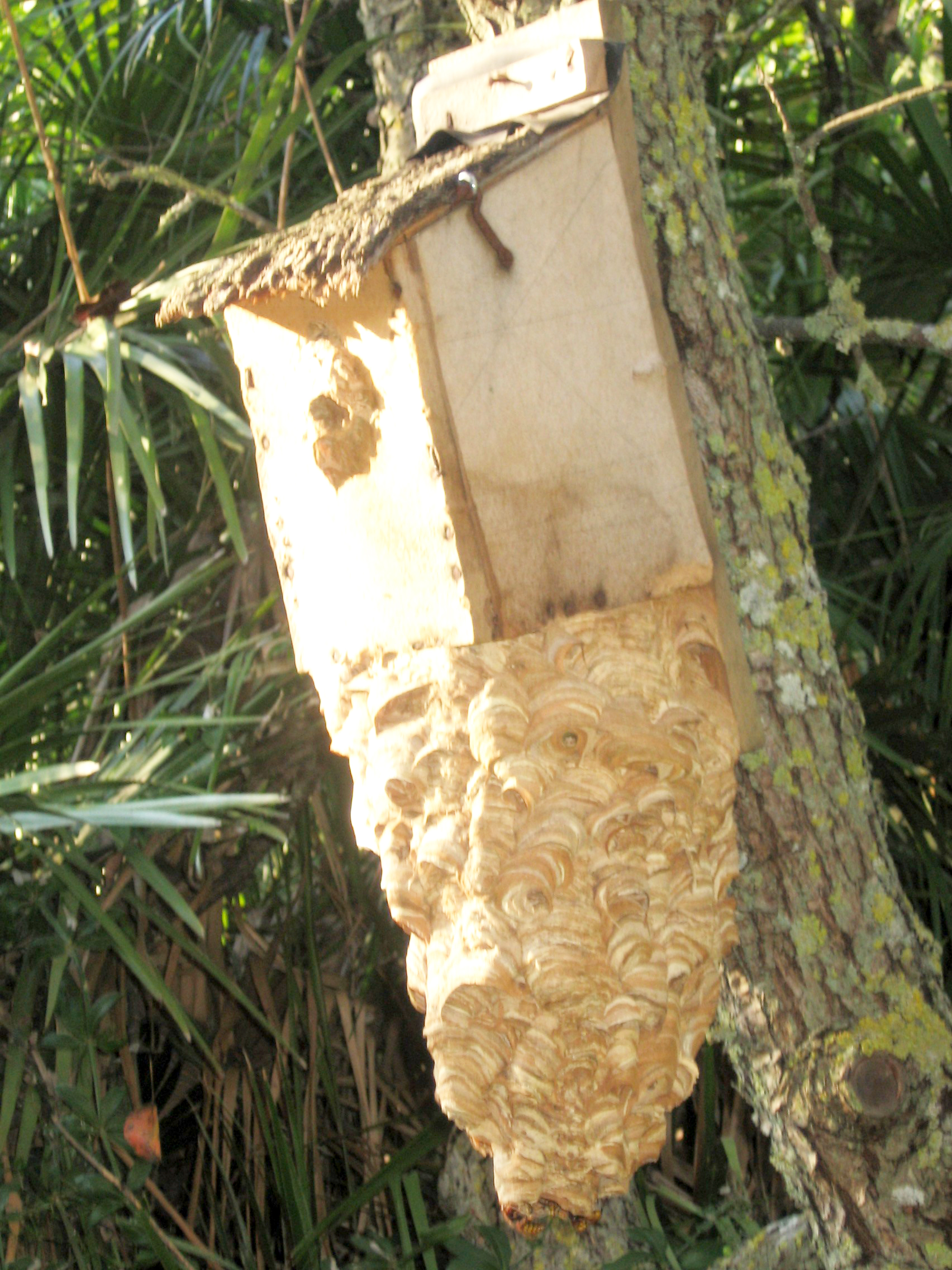
Un vesper de xanes
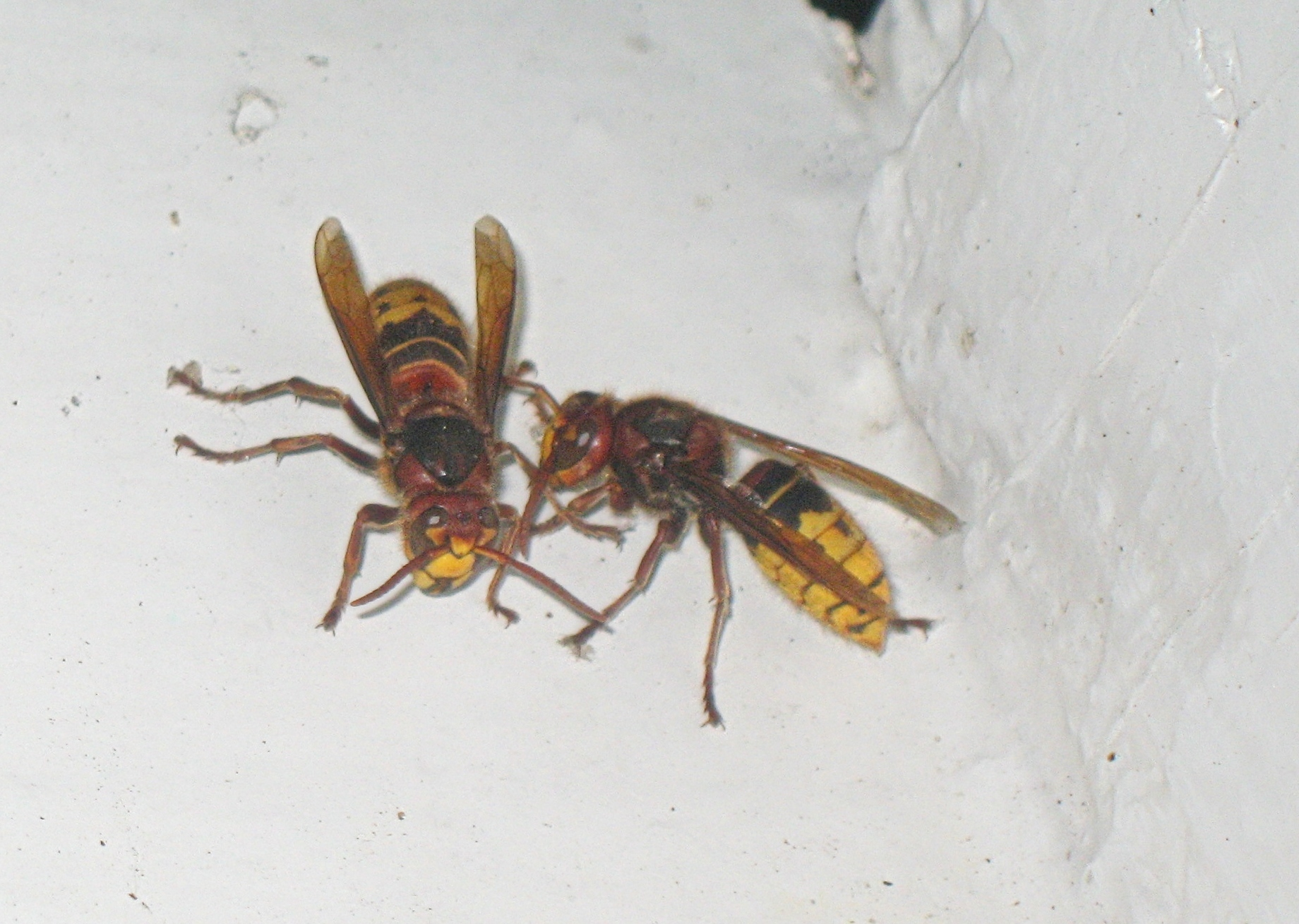
Dues xanes s'exploren

## La vespa xana i els éssers humans: mite i realitat

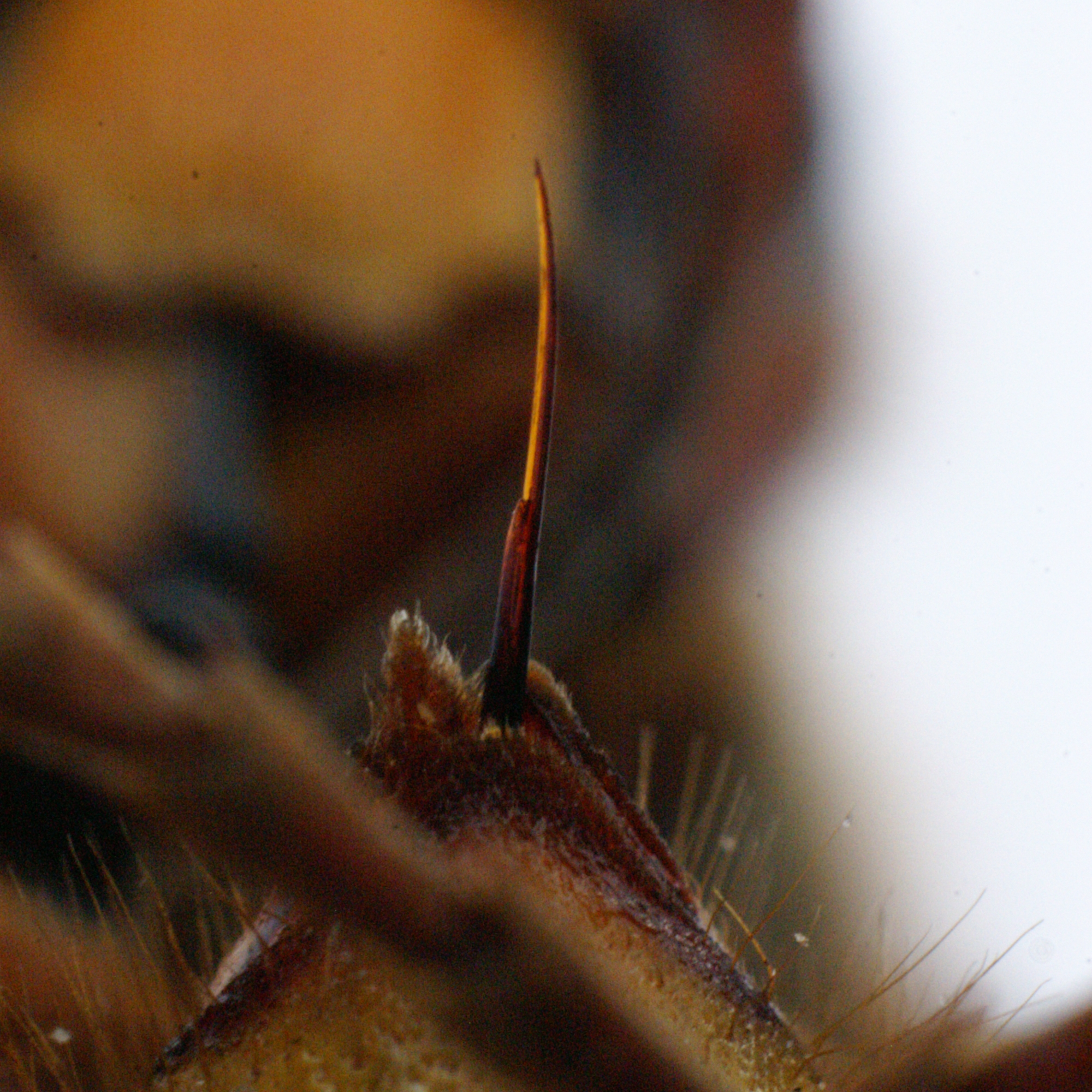
El fibló

A la proximitat del niu tenen un comportament més agressiu, però s'acosten poc als llocs habitats on es desenvolupen les activitats humanes, per la qual cosa les picadures tan sols es produeixen en les proximitats dels nius.
Es nodreixen de suc de plantes i d'insectes i en contrast amb la vespa comuna, no s'apropien d'aliments dolços. La vespa xana viu a més altitud i això es reflecteix en el fet que la sensibilitat al·lèrgica enfront d'aquesta no arriba al 3% a les nostres terres, mentre que assoleix l'11% al nord-oest de la península Ibèrica.
El verí es pot comparar al verí de les abelles i les altres vespes; és una mica menys tòxic tot i doldre més, per causa de la concentració superior d'acetilcolina i el seu fibló més llarg i més ample que pot atènyer les parts inferiors més sensibles de la pell. Excepte per a persones al·lèrgiques, la picada és inofensiva per als éssers humans. Caldria una dosi de 500 a 700 picades per a obtenir una dosi letal, cosa que és impossible, ja que només unes desenes de xanes per niu piquen. Picades a la boca i la gola poden ser perilloses per què el teixit picat inflat pot provocar una sufocació.
Hi ha molts prejudicis i mites quant a les xanes i llur perillositat a la creença popular. A la traducció neerlandesa de la Bíblia, Déu envia xanes als enemics del poble d'Israel per a ajudar-lo a vèncer, el que són tàvecs a la versió catalana.
No és un animal agressiu i té un paper útil, entre altres perquè es nodreix amb insectes. Per això, a Alemanya és una espècie protegida.

## Subespècies
- Vespa crabro crabro Linnaeus, 1758
- Vespa crabro vexator Harris, 1776
- Vespa crabro germana Christ, 1791
- Vespa crabro crabroniformis Smith, 1852
- Vespa crabro borealis Radoszkowski, 1863
- Vespa crabro oberthuri du Buysson, 1902
- Vespa crabro flavofasciata Cameron, 1903
- Vespa crabro altaica Pérez, 1910
- Vespa crabro caspica Pérez, 1910
- Vespa crabro chinensis Birula, 1925